# فرانسيسكو غوميز اولانو
فرانسيسكو غوميز اولانو (بالإسبانية: Francisco Gomez)‏ (25 يناير 1979 بواتسونفيل في الولايات المتحدة - ) هو مدرب كرة قدم ولاعب كرة قدم مكسيكي في مركز الوسط. شارك مع منتخب الولايات المتحدة تحت 17 سنة لكرة القدم ومنتخب الولايات المتحدة تحت 20 سنة لكرة القدم. أما مع النوادي، فقد لعب مع سبورتينغ كانساس سيتي ونادي شيفاز يو إس أي وCalifornia Jaguars ‏ وBakersfield Brigade ‏ وGeneration Adidas ‏ وFort Lauderdale Strikers (2006–2016) ‏.

## وصلات خارجية
- فرانسيسكو غوميز اولانو على موقع الاتحاد الدولي (مؤرشف)  (الإنجليزية)
- فرانسيسكو غوميز اولانو على موقع الدوري الأمريكي (الإنجليزية)
- فرانسيسكو غوميز اولانو على موقع قاعدة بيانات كرة القدم.إي يو (الإنجليزية)